# Heronova kugla
Heronova kugla ili eolipile se smatra prvim parnim strojem u povijesti, koju je konstruirao Heron iz Aleksandrije, u 1. stoljeću. Heron je grijao šuplju kuglu s vodom, dok voda nije proključala. Para je izlazila kroz dvije cijevi, savinute u suprotnim smjerovima i tako je uzrokovala okretanje kugle.
Ime dolazi od starogrčkog boga i gospodara vjetrova – Eola, te riječi pila – što znači kugla. Iako sličnu napravu je opisao i Vitruvije, stotinjak godina prije, Heron je prvi koji je ostvario tu ideju.

## Opis rada
Heronova kugla ili eolipil se sastoji od spremnika, kugle ili valjka, koja se može okretati, i na sebi ima mlaznice, koje su savijene u suprotnim smjerovima. Spremnik se grije dok se ne stvori para, koja izlazi kroz mlaznice. Tako se stvara potisak, prema trećem Newtonovom zakonu gibanja (zakon akcije i reakcije), koji okreće spremnik u ležajevima. Nije poznato da li se Heronova kugla koristila kao stroj za pokretanje.
Sličan način rada ima naprava za izbacivanje vode, koja umjesto pritiska pare koristi pritisak vode, koji okreće napravu i izbacuje vodu.

## Galerija
- Moderna kopija Heronove kugle
- Školski model Heronove kugle
- Naprava za izbacivanje vode